# Ententemagterne
Ententemagterne, undertiden også omtalt som De Allierede, var under 1. verdenskrig en alliance mellem Storbritannien, Frankrig, Serbien, Belgien, Italien, Rusland, Japan og Kina. 
Ententemagterne kæmpede imod Centralmagterne: Tyskland, Østrig-Ungarn, det Osmanniske Rige og Bulgarien. Rusland udtrådte i 1917 efter Oktoberrevolutionen. Italien indtrådte i alliancen i 1915. Af mindre allierede kan nævnes Belgien, Montenegro (indtil 1916), Rumænien (fra 1916) og Grækenland (fra 1917). USA's indtræden i 1917 ændrede afgørende styrkeforholdet mellem Ententemagterne og Centralmagterne, og Ententen gik sejrrig ud af 1. verdenskrig i 1918. USA tilsluttede sig aldrig Ententemagterne, men var blot medhjælper.

## Baggrund
Ententemagterne groede fra tidligere alliancer i form af Tripelententen (1907) (Frankrig, Storbritannien og Rusland), som igen groede fra de tre alliancer: den Fransk-russiske alliance (1894), Entente Cordiale (1904) (Frankrig og Storbritannien) og den Anglo-Russiske Konvention (1907).